# Sengers Ladies Cycling Team
Sengers Ladies Cycling Team (UCI Code: SLT) was een Belgische wielerploeg voor vrouwen, die bestond in de jaren 2012 en 2013. De hoofdsponsor was Sengers metaal b.v.
Het team bestond voornamelijk uit Belgische en Nederlandse rensters, zoals Sofie De Vuyst, Evelyn Arys en Maaike Polspoel (België), Vera Koedooder, Anna van der Breggen en Julia Soek (Nederland), maar ook enkele buitenlandse, zoals Christine Majerus uit Luxemburg.

## Renners

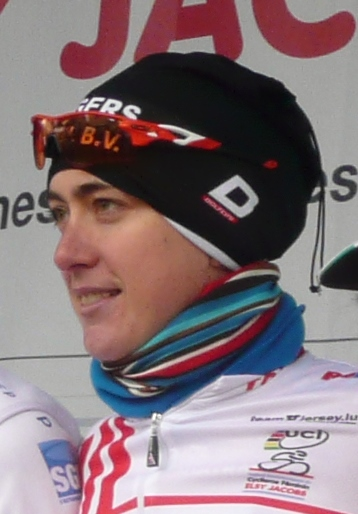
Christine Majerus in 2013

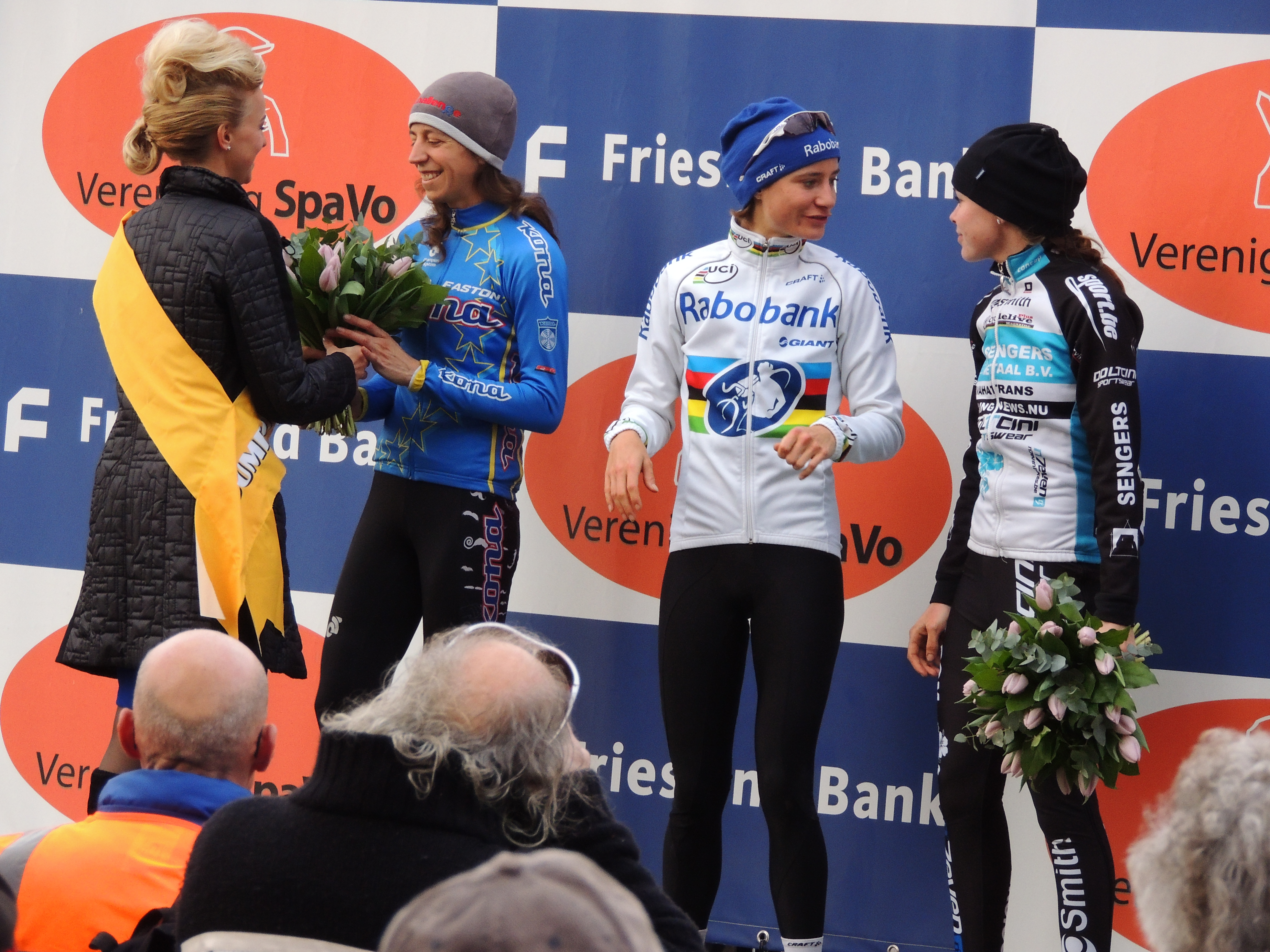
Van der Breggen (rechts) op het podium in Surhuisterveen

| Naam                 | Geboortedatum | Nationaliteit       | Jaren     |
| -------------------- | ------------- | ------------------- | --------- |
| Evelyn Arys          | 02-07-1990    | België              | 2013      |
| Sanne Bamelis        | 24-02-1991    | België              | 2013      |
| Sofie De Vuyst       | 02-04-1987    | België              | 2013      |
| Joanne Hogan         | 09-06-1982    | Australië           | 2013      |
| Gabriele Jankute     | 18-12-1993    | Litouwen            | 2013      |
| Veronika Anna Kormos | 17-08-1992    | Hongarije           | 2013      |
| Christine Majerus    | 25-02-1987    | Luxemburg           | 2013      |
| Maaike Polspoel      | 28-03-1989    | België              | 2013      |
| Julia Soek           | 12-12-1990    | Nederland           | 2013      |
| Kimberly Buyl        | 11-09-1988    | België              | 2012-2013 |
| Vera Koedooder       | 31-10-1983    | Nederland           | 2012-2013 |
| Birgit Lavrijssen    | 16-01-1991    | Nederland           | 2012-2013 |
| Inge Roggeman        | 13-04-1981    | België              | 2012-2013 |
| Geerike Schreurs     | 19-05-1989    | Nederland           | 2012-2013 |
| Anna van der Breggen | 18-04-1990    | Nederland           | 2012-2013 |
| Karen Verhestraeten  | 23-04-1991    | België              | 2012-2013 |
| Sofie De Nys         | 03-11-1985    | België              | 2012      |
| Eline De Roover      | 04-04-1992    | België              | 2012      |
| Eveline Dergent      | 22-06-1992    | België              | 2012      |
| Claudia Koster       | 22-03-1992    | Nederland           | 2012      |
| Sofie Leemans        | 27-01-1992    | België              | 2012      |
| Anouk Rockx          | 02-01-1992    | Nederland           | 2012      |
| Emma Silversides     | 02-10-1978    | Verenigd Koninkrijk | 2012      |
| Céline Van Severen   | 17-09-1993    | België              | 2012      |
| Cindy Vandermeulen   | 15-12-1980    | België              | 2012      |

## Overwinningen
2012
- 2e etappe (TTT) Trophée d'Or, met Evelyn Arys, Anna van der Breggen, Vera Koedooder, Birgit Lavrijssen, Geerike Schreurs en Karen Verhestraeten.[4]
- Nederlands record, ploegenachtervolging op de Olympische Spelen: 3:20.013, Vera Koedooder (met Ellen van Dijk en Kirsten Wild)
- Eindklassement Ronde van Bretagne, Anna van der Breggen
  - 1e, 2e (tijdrit) en 4e etappe, Anna van der Breggen
- 2e etappe (tijdrit) Tour de Limousin, Anna van der Breggen

2013

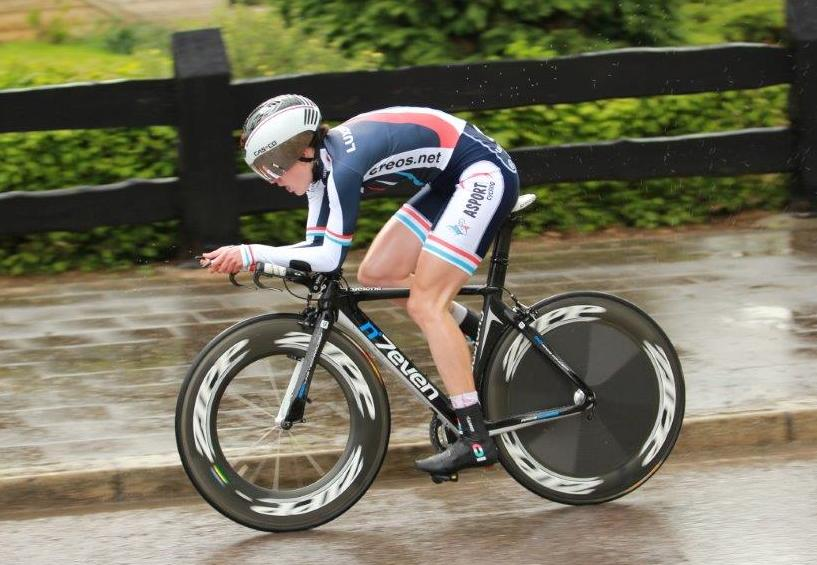
Majerus wint de tijdrit op de Spelen van de Kleine Staten van Europa

- Spelen van de Kleine Staten van Europa (wegrit), Christine Majerus
- Spelen van de Kleine Staten van Europa (tijdrit), Christine Majerus
- Spelen van de Kleine Staten van Europa (mountainbike), Christine Majerus
- Europees kampioene op de weg (beloften), Anna van der Breggen
- Luxemburgs kampioene op de weg, Christine Majerus
- Luxemburgs kampioene tijdrijden, Christine Majerus
- GP de Dottignies, Vera Koedooder
- Omloop van Borsele, Vera Koedooder
- 2e etappe Ronde van Bretagne, Vera Koedooder
- Sparkassen Giro, Christine Majerus
- Erondegemse Pijl (Erpe-Mere), Maaike Polspoel
- Bergklassement Lotto-Belisol Belgium Tour, Sofie De Vuyst
  -  Beste Belgische renster, Sofie de Vuyst